# Javier Genaro
| Estadísticas de Iñigo Cervantes | Estadísticas de Iñigo Cervantes |
| ------------------------------- | ------------------------------- |
| Origen:                         | Barcelona, España               |
| Fecha de nacimiento:            | 1 de mayo de 1979               |
| Altura:                         | -                               |
| Peso:                           | -                               |
| Juego:                          | Diestro                         |
| Profesional desde:              | 2004                            |
| Retiro:                         | (en activo)                     |
| Mejor Ranking ATP en Singles:   | 247 (16 Ago 2004)               |
| Mejor Ranking ATP en Dobles:    |                                 |

Javier Genaro (Barcelona, 1 de mayo de 1979) es un tenista profesional español, pertenece al Club Tenis Barcino.
Este tenista ha desarrollado su carrera en torneos challenger y futures, está empezando a entrar en cuadros ATP.

## Futures y Challengers
- Títulos individuales (14)
- 2009
- ITF Murcia F3 (ESP)
- 2008
- ITF Vic F18 (ESP)
- ITF Reus F16 (ESP)
- ITF Menorca F1 (ESP)
- 2007
- ITF Maspalomas F20 (ESP)
- ITF Terrassa F8 (ESP)
- 2006
- ITF Oviedo F28 (ESP)
- ITF Elche F22 (ESP)
- 2005
- ITF Satélite 2/4 Anella
- 2004
- ITF Sant Cugat F30 (ESP)
- ITF Denia F16 (ESP)
- ITF Satélite 2/4 Anella (ESP)
- ITF Satélite 1/4 Cala Ratjada (ESP)
- ITF Satélite 3/2 LLeida (ESP)

- Títulos dobles (1)
- 2004
- ITF Tenerife F9 (ESP)

- Títulos Nacionales
- 2005 - Subcampeón de España Absoluto

### Clasificación en torneos del Grand Slam
| Torneo             | 2010 | 2011 | 2012 | 2013 | Títulos |
| ------------------ | ---- | ---- | ---- | ---- | ------- |
| Australian Open    | -    | -    | -    | -    |         |
| Roland Garros      |      | -    | -    | -    |         |
| Wimbledon          | -    | -    | -    | -    |         |
| US Open            |      | -    | -    | -    |         |
| Tennis Masters Cup |      | -    | -    | -    |         |